# Circondario di Imola
Il circondario di Imola era uno dei circondari in cui era suddivisa la provincia di Bologna.

## Storia
Il circondario di Imola, parte della provincia di Bologna, venne istituito nel 1859, in seguito ad un decreto dittatoriale di Carlo Farini che ridisegnava la suddivisione amministrativa delle Province dell'Emilia in previsione dell'annessione al Regno di Sardegna.
Nel 1884 vennero assegnati al circondario di Imola i comuni di Castel del Rio, Fontana Elice e Tossignano, già appartenenti al circondario di Faenza nella provincia di Ravenna.
Il circondario venne soppresso nel 1926 e il territorio assegnato al circondario di Bologna.

## Geografia antropica

### Suddivisioni amministrative
Nel 1863, la composizione del circondario era la seguente:
- mandamento I di Imola
  - Dozza; Imola; Mordano
- mandamento II di Castel San Pietro dell'Emilia
  - Casal Fiuminese; Castel San Pietro dell'Emilia
- mandamento III di Medicina
  - Castel Guelfo; Medicina